# 柏原芳惠
柏原芳惠（1965年10月1日—），80年代早期著名的偶像歌手。其歌藝出眾，曾經連續三年（1985-1987）入圍日本唱片大賞的最優秀演唱賞。

## 生平
1965年10月1日生於大阪府大阪市，畢業於堀越高等學校。1979年末参加了《明星誕生》獲獎而踏入歌壇。 1980年6月1日發表了首張單曲 《No. 1》。其演艺生涯中的作品多達40首。著名作品包括《最愛》， 《Hello！ Goodbye》和《儘管是春天》(春なのに)。
那時剛出道，只有14歲的柏原並沒有受到太大的注意，令她一爆而紅的是第二年1981秋季推出的翻唱曲 《Hello！Goodbye》。此曲為香港籍女歌手陳美齡1975年的舊作品。《Hello！ Goodbye》也是柏原銷售量最好的單曲，大賣40萬張，是她至今必唱的代表作。
1982年是柏原歌唱生涯的高峰，發行的4首歌曲都打入公行榜的十大，原以為會入選《紅白大賽》卻大熱倒灶意外落選，只以一票輸給當年人氣不及她的三原順子，此為該年末的新聞頭條。
1983年1月推出的中島美雪的作品 《儘管是春天》大賣，柏原的人氣大漲，該年終於成功殺入紅白，完成了自己的心願，此曲亦成為日本畢業季節的名曲，每年3月期間經常在電視播放，多年來不少歌手翻唱，包括翻唱王德永英明。
1984年的 《最愛》同樣是中島美雪為柏原量身打造的作品，叫好叫座，銷量達22萬張，但期間她在廣島機場捲入一個有關“振动器”的都市傳說 ，形象大跌，間接導致柏原落敗紅白。1985年她奮起直追並改型走成熟路線獲得認同，加上被爆出日本皇孫德仁親王（現任天皇）為其歌迷而一時聲勢無兩，被封為“皇室偶像”（Royal Idol），再度入選紅白。
1986年柏原人氣開始下滑，春天發表五輪真弓作曲作詞的 《春心》勉強上到公信榜的第十位後就沒有什麼代表作。不過日本唱片大賞對她不薄，1981年到1987年連続出演，85到87年間更獲提名最優秀歌唱賞； 87年她轉會東芝EMI，推出電視劇主題曲《A・r・i・e・s》，登上公信榜13位賣出5萬張，此後人氣和銷量不斷下跌。 才21歲的柏原全力改型走性感路線，拍攝一系列超性感的寫真集，正式告別偶像行列。

## 近年状态
2008年發表了個人做曲填詞的第37張單曲 《くちづけに願いを/桜の木の下で》之後就沒再推出新作品。
2011年3月19日，柏原芳惠担任香港歌手周慧敏在香港体育馆举行慶祝入行25周年《Deep V‧25演唱會》的特别嘉宾。因为当时刚刚发生2011年日本东北地方太平洋近海地震，柏原芳惠在演唱会上痛哭，并忍泪唱出《最愛》。
2017年7月21日，已51歲的柏原芳惠，相隔12年再推出性感寫真集《YOSHIE MODE》，在沖縄石垣島取景，美魔女出山在日本和港台都引起關注和不少報導。 
2018年是柏原芳惠較為活躍的一年。 4月25日推出中年復出後首張精選《芳恵 詩集》，收錄的6首作品全由她作詞，更重新錄製當紅年代初作詞作品《人生GAME》(新版本稱為《人生GAME “Hey!”》，並頻上電視和電台宣傳。 
2018年8月29日開始，柏原芳惠80年代推出過的全部共18張大碟，首次SHM-CD化，連續兩個月分批原汁原味以紙封套(紙ジャケ)形式復刻，頭一批復刻的8張大碟，一舉打入Oricon公信榜前300名，其中被譽為電子音樂隱世名作的《LUSTER》排193位。
2020年藝能生活40週年紀念，在新型冠狀病毒疫情下，在出道日6月1日推出事隔12年的新細碟 《KU・ZU ～ワタシの彼～》及《A・RU・KU ～愛してる人にちゃんと愛を伝えてますか？～》，5月31日登上ORICON公信細碟日榜30名，6月8日登上周榜172名(上榜2周)。7月24日將在東京舉行「柏原芳恵 40 周年演唱會 A ・ RU ・ KU ～」。